# Alternanthera dolichocephala
Alternanthera dolichocephala är en amarantväxtart som först beskrevs av Ignatz Urban, och fick sitt nu gällande namn av Ignatz Urban. Alternanthera dolichocephala ingår i släktet alternanter, och familjen amarantväxter. Inga underarter finns listade i Catalogue of Life.